# 朱寶鈿
朱寶鈿（1914年1月1日—2009年11月25日），廣東人，護理師、公共衛生學家、台北護專校長，推動臺灣公共衛生，第十二屆醫療奉獻獎得主。

## 生平
朱寶鈿生於1914年1月1日，籍貫廣東。
朱寶鈿初中時在寄宿學校，十幾個同學睡在一間大寢室裡，因交叉感染，一到晚上同學咳嗽聲此起彼落，不絕於耳。後學校新聘的公衛護士建議校方在寢室兩旁加裝窗戶，保持空氣流通，並添購不少醫藥設備，使得同學恢復健康。此事讓朱寶鈿決定投入公共衛生。
1938年，朱寶鈿從北平協和醫學院（今北京協和醫學院）護理系和燕京大學醫護預科畢業，投入推動鄉村公衛。抗戰期間，她加入中央衛生實驗院，負責壁山縣公衛教學區的建立。
1948年，朱寶鈿取得哈佛大學公衛碩士。1949年來臺灣時，她見到護理人員都是醫院自行訓練的護佐，一點地位都沒有，甚至還要幫著燒飯、洗衣、服侍醫生、開門掃地的。她先到桃園市復興區和新竹縣推廣公衛工作，並負責主持各地護校學生分組前來實習家庭訪視的訓練課程。1956年，她協助婦工會成立婦女之家，指導婦女保健、推展下鄉服務，演話劇、辦衛生展覽會，辦托兒所及各類家庭衛生活動。
省立台北護專成立後，朱寶鈿在當時校長徐藹諸的邀請下，出任該校教授兼教務主任。1958至1984年，她在該校先後擔任教授、教務主任及校長的職務，七十歲左右退休。該校用的公共衛生護理教科書就是她編寫。
當時護專位在萬華的內江街，朱寶鈿帶領學生主持當地環境清潔工作。她回憶當時居民並沒無盥洗用具要分開的觀念，全家人會共用臉盆、毛巾，使得砂眼、肺結核、寄生蟲就在家人間相傳。當她帶著實習公衛護士挨家挨戶訪視時，碰到無力購買毛巾的貧戶，就教他們將舊衣服或床單撕開，逐一縫上家人的名字區別。訪視時，有產婦即將臨盆，她便跟著學生充當起助產士，幫忙接生，並示範如何照護新生兒。假日時，她組織母親會、兒童會等社區活動，以說故事或遊戲，進行生活化的衛教。
朱寶鈿當校長時因沒有架子，被護專學生私底下暱稱為「寶寶校長」。台東聖母醫院副院長陳良娟是朱寶鈿的學生，她說朱老師力行「無缺點主義」，希望預防缺點，如發生錯誤也當及時補救，並不二過，但朱寶鈿對人很好，很容易原諒他人。朱寶鈿也會拿錢資助學生深造，如動拿自己積存的美國股票給林壽惠出國唸書，交代萬一錢不夠，就把股票變現應急，然而後任護理學會理事的林壽惠始終沒有動用這筆錢。
朱寶鈿多次擔任中華民國護理學會理事長職務，歷任第九屆、第十屆、第十六和第十七屆理事長。
朱寶鈿終生未婚，2009年11月25日去世。

## 荣誉
1975年5月12日護士節，在台北市省立護專禮堂與林鄧璐德等人接受資深優良護士表揚。
1989年5月12日護士節，衛生署長施純仁頒發三等衛生獎章。
2002年4月27日，獲得第十二屆醫療奉獻獎。